# Hove (Engeland)
Hove is een plaats in het bestuurlijke gebied Brighton & Hove, in het Engelse graafschap East Sussex gelegen aan de Engelse zuidkust van de regio South-East England. De plaats telt 91.900 inwoners.
“Brighton & Hove” tellen samen 247.000 inwoners over een oppervlakte van 82 km². Samen vormen “Brighton & Hove” een “unitary authority”, dit is een type lokale overheid, verantwoordelijk voor alle lokale overheidsfuncties binnen het gebied. Zij stuurt dus lagere overheden aan en draagt verantwoordelijkheid voor wat deze lagere overheden doen. In het algemeen beslaan “unitary authorities” grote plaatsen of steden die groot genoeg zijn om onafhankelijk te kunnen functioneren in plaats van als onderdeel van een “county” (graafschap) of regionale bestuurlijke eenheid.

## Plaatsen
Plaatsen in het district Brighton en Hove zijn: Brighton, Hove, Kemptown, Bevendean, Whitehawk, Portslade en Rottingdean.
Brighton en Hove is een van de bekendste en grootste badplaatsen van Engeland. Er is een apart naaktstrand. De “jetset” van London troept er samen, men kent er een uitgebreid nachtleven op de dijk en in de binnenstad. Er zijn in totaal meer dan 400 pubs en vele nachtclubs. Er vinden over het hele jaar allerhande festivals plaats. Er zijn ook nog veel oude victoriaanse gebouwen. Brighton heeft een grote pier, veel groter dan de pier van Blankenberge. In de stad bevindt zich het opvallende door John Nash voor koning George IV verbouwde “Royal Pavillon”, de Koninklijke residentie voor de prins-regent.
In Brighton wordt jaarlijks een reünie gehouden van motorrijders met café-racers. Verder is Brighton bekend van de bomaanslagen van het ondertussen ontbonden Iers Republikeins Leger (I.R.A.) in 1984 op het Grand Hotel waar het jaarlijkse congres van de Conservatieve partij doorging van toenmalig eerste minister Margaret Thatcher. Vier mensen kwamen daarbij om het leven.

## Onderwijs
In de stad zijn twee universiteiten gevestigd: de Universiteit van Brighton (20.000 studenten) en de Universiteit van Sussex (10.000 studenten). Verder treft men er een dertigtal Engelse taalinstituten.
Brighton en Hove bezitten twee spoorwegstations met een rechtstreekse verbinding van slechts 51 minuten naar London Victoria Station. Verder zijn er snelle verbindingen naar plaatsen in de omgeving zoals Gatwick Airport, Reading, Portsmouth, Ashford. Er zijn ook verbindingen met verder gelegen Engelse steden zoals Manchester, Birmingham, Bristol. “Brighton & Hove” herbergt vier bekende musea: het Brighton Museum and Art Gallery, het “Booth Museum of Natural History”, het “Brighton Fishing Museum” en het “Brighton Toy and Model Museum”.

## Economie
Op economisch vlak zijn er rond Brighton en Hove verschillende mediabedrijven gevestigd. Men spreekt er van “Sillicon Beach”. De regio is op economisch vlak de zesde belangrijkste van de 66 Engelse regio’s. In de stad staat de Engelse vestiging van American Express met meer dan 3.000 werknemers. De binnenstad kent vele mondaine handelszaken.
Op politiek vlak behaalde de Green Party in 2005 bij lokale verkiezingen er 22% van de stemmen, terwijl op landelijk Engels vlak deze formatie maar 1% behaalde. De districtszetel voor het Engelse Lagerhuis (Kamer van volksvertegenwoordigers) is in handen van de Labour party.

## Sport
Op sportief vlak is de stad de thuishaven van de  voetbalclub “Brighton & Hove Albion Football Club” die uitkomt in de Premier League. Ieder jaar organiseert men op het strand een strandvoetbaltornooi met internationale vedetten zoals Eric Cantona.
Paardenliefhebbers kunnen terecht op de plaatselijke hippodroom en rugbyliefhebbers komen er ook voldoende aan hun trekken.

## Geboren in Hove
- Edward Carpenter (1844-1929), socialist en activist
- Edna Best (1900-1974), actrice